# Municipio de Farmington (condado de Stafford)
El municipio de Farmington (en inglés: Farmington Township) es un municipio ubicado en el condado de Stafford en el estado estadounidense de Kansas. En el año 2010 tenía una población de 604 habitantes y una densidad poblacional de 6,45 personas por km².

## Geografía
El municipio de Farmington se encuentra ubicado en las coordenadas 37°57′23″N 98°58′3″O / 37.95639, -98.96750. Según la Oficina del Censo de los Estados Unidos, el municipio tiene una superficie total de 93.58 km², de la cual 93,58 km² corresponden a tierra firme y (0 %) 0 km² es agua.

## Demografía
Según el censo de 2010, había 604 personas residiendo en el municipio de Farmington. La densidad de población era de 6,45 hab./km². De los 604 habitantes, el municipio de Farmington estaba compuesto por el 81,29 % blancos, el 0,17 % eran afroamericanos, el 1,16 % eran amerindios, el 0,33 % eran asiáticos, el 15,23 % eran de otras razas y el 1,82 % eran de una mezcla de razas. Del total de la población el 31,46 % eran hispanos o latinos de cualquier raza.